# V Возничего
V Возничего (лат. V Aurigae, HD 44388) — одиночная переменная звезда в созвездии Возничего на расстоянии (вычисленном из значения параллакса) приблизительно 5 702 световых лет (около 1 748 парсеков) от Солнца. Видимая звёздная величина звезды — от +13m до +8,5m.

## Характеристики
V Возничего — красный гигант, углеродная пульсирующая переменная звезда, мирида (M) спектрального класса C6,2e(N3e). Радиус — около 62,04 солнечного, светимость — около 900,282 солнечных. Эффективная температура — около 4014 К.